# Unity (Saskatchewan)
Unity ist eine Stadt im westlichen Teil der kanadischen Provinz Saskatchewan. Die Bevölkerungszahl beträgt 2573 (Stand: 2016). Unity liegt an der Kreuzung der Highways 14 und 21.

## Bildung
Es gibt zwei Grundschulen St. Peter’s Catholic School (K-7) und die Unity Public School (K-6). Unity Composite High School (UCHS) ist eine öffentlich geförderte Schule für das 7. bis 12. Klasse. Die Grundschulen werden von je 150 Schüler, die UCHS von 250 bis 300 Schülern besucht.

## Verkehr
Unity ist über den transkontinentalen Fernverkehrszug The Canadian der Gesellschaft VIA Rail mit Saskatoon, Toronto, Jasper und Vancouver verbunden.

## Trivia
Etwas südlich des Ortes liegt Muddy Lake, welcher Kevin Kerr zu seinem Theaterstück Unity, 1918 inspirierte.

## Persönlichkeiten
- Helen Neville (1946–2018), Neurowissenschaftlerin und Professorin
- Curtis Brown (* 1976), Eishockeyspieler
- Boyd Gordon (* 1983), Eishockeyspieler